# Линдсей, Уильям
Уильям Ламонт Кроуфонд Линдсей (англ. William Lamont Crawford Lindsay; 3 марта 1916, Глазго — 23 мая 1971, Стиллорган, Ленстер) — шотландский и британский хоккеист на траве, защитник; крикетист. Серебряный призёр летних Олимпийских игр 1948 года.

## Биография
Уильям Линдсей родился 3 марта 1916 года в британском городе Глазго.
Играл в хоккей на траве за «Коринтиан» из Дублина и Ленстер.
В 1938 году в Глазго дебютировал в сборной Шотландии в матче со сборной Ирландии.
В 1948 году вошёл в состав сборной Великобритании по хоккею на траве на летних Олимпийских играх в Лондоне и завоевал серебряную медаль. Играл на позиции защитника, провёл 5 матчей, мячей не забивал.
Компенсировал недостаток скорости хитрыми действиями при владении мячом.
После Второй мировой войны играл в крикет за «Меррион» в высшей лиге Ленстера.
Умер 23 мая 1971 года в ирландской деревне Стиллорган.